# Stenostephanus haematodes
Stenostephanus haematodes là một loài thực vật có hoa trong họ Ô rô. Loài này được (Schltdl.) T.F. Daniel miêu tả khoa học đầu tiên năm 1999.